# 施泰因堡县
施泰因堡县（Kreis Steinburg）是德国石勒苏益格-荷尔斯泰因州的一个县，首府伊策霍。